# Litchfield (Pennsylvania)
Litchfield  è una township degli Stati Uniti d'America, nella contea di Bradford nello Stato della Pennsylvania. Secondo il censimento del 2000 la popolazione è di 1.307 abitanti.

## Società

### Evoluzione demografica
La composizione etnica vede una maggioranza di quella bianca (97,78%), seguita dai nativi americani (0,77%) dati del 2000.
| township di Litchfield Popolazione |       |
| 2000                               | 1.307 |
| Stima al 2009                      | 1.329 |